# Musée Oldmasters
Le musée royal d'Art ancien (en néerlandais : Koninklijk Museum voor Oude Kunst) de Bruxelles, rebaptisé musée Oldmasters (en néerlandais : Oldmasters Museum), est une section des musées royaux des Beaux-Arts de Belgique (MRBAB) qui conserve un vaste ensemble de peintures, de sculptures et de dessins du XVe au XVIIe siècle.

## Historique
Le musée royal d'Art ancien fait partie des musées royaux des Beaux-Arts de Belgique, institution fondée en 1803 à partir d'une collection de 70 tableaux saisis pendant la Révolution ou provenant des collections royales françaises, envoyées par Napoléon en 1802 et 1811. Autonome depuis 1887, il est installé depuis cette date dans les bâtiments conçus par l'architecte Alphonse Balat construits entre 1885 et 1890 pour abriter le premier palais des beaux-arts. Ses collections ont été constituées autour d'un noyau formé dans le musée de l'École centrale de Bruxelles, des saisies révolutionnaires et des dépôts de l'État français. Cette collection a été constamment enrichie grâce aux acquisitions, mais aussi aux dons et legs de nombreux mécènes.

## Collections
La peinture des anciens Pays-Bas constitue la majeure partie de la collection.
Les salles du XVe siècle sont consacrées aux peintres dits primitifs flamands tels que Rogier de la Pasture flamandisé en Van der Weyden, Dirk Bouts, Robert Campin mieux connu sous le nom du « Maître de Flémalle », Hans Memling, Petrus Christus et Jérôme Bosch (les Tentations de saint Antoine). L'école italienne et l'école française sont aussi représentées, notamment par Carlo Crivelli et par le Maître de l'Annonciation d'Aix.
Les salles du XVIe siècle commencent par l'école brugeoise et anversoise du début du siècle : Gérard David, Quentin Matsys et Joos van Cleve, pour poursuivre avec les maniéristes anversois et les romanistes (Jan Gossaert dit Mabuse et Bernard van Orley). On y trouve aussi les premiers peintres dits de genre Joachim Patinier et Henri Bles, Jan van Hemessen, Pieter Aertsen, Joachim Bueckelaer et Huybrecht Beuckeleer (en). Cette section se termine par une salle consacrée à Pieter Brueghel l'Ancien ainsi qu'à son fils Pieter Bruegel le Jeune.
Il se trouve dans le même ensemble de bâtiments que le musée royal d'Art moderne, ce dernier étant fermé depuis 2011.

Le Dénombrement de Bethléem, Pieter Bruegel l'Ancien, 1566
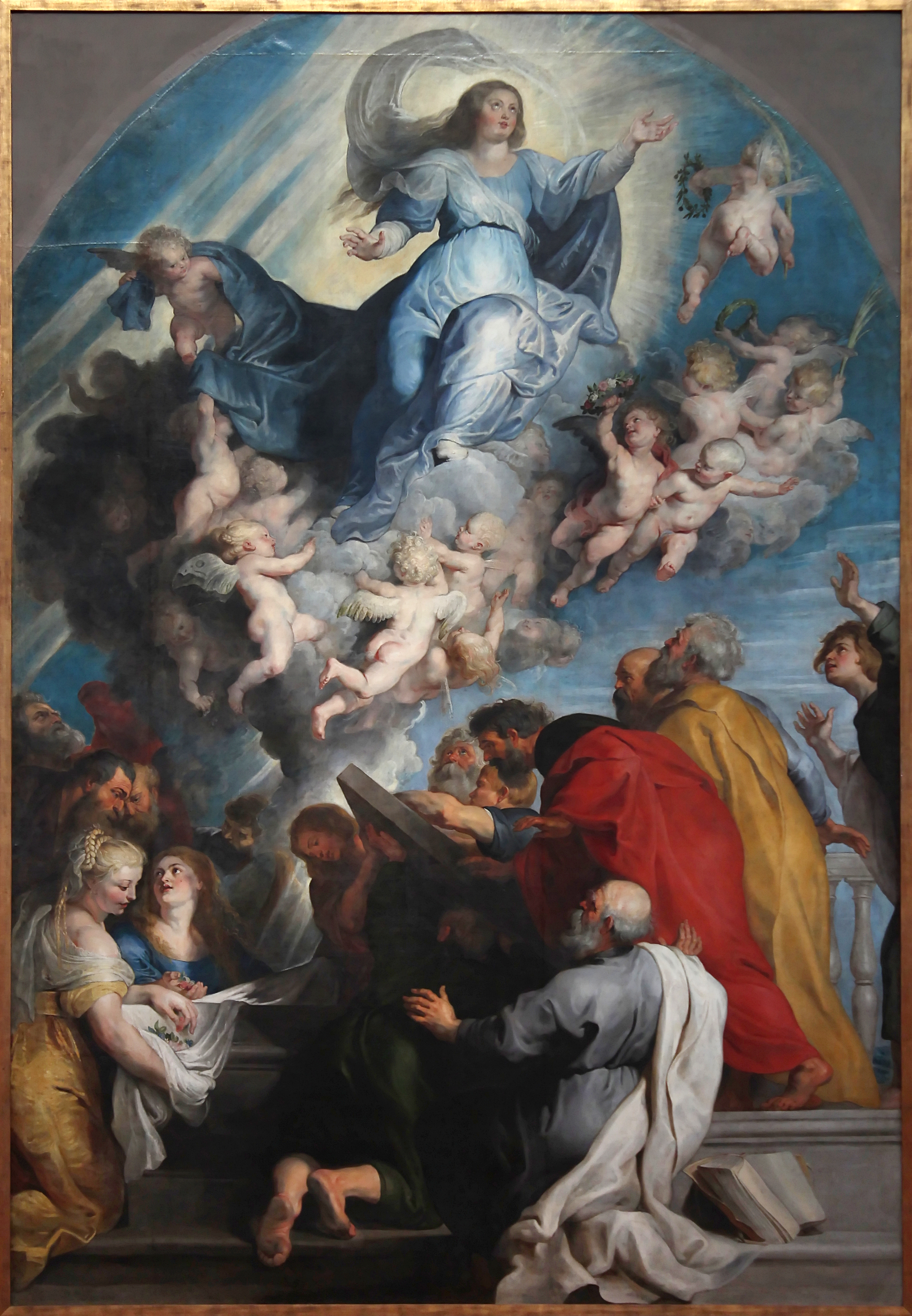
Assomption de la Vierge Marie, Peter Paul Rubens, v. 1616

### Principales œuvres

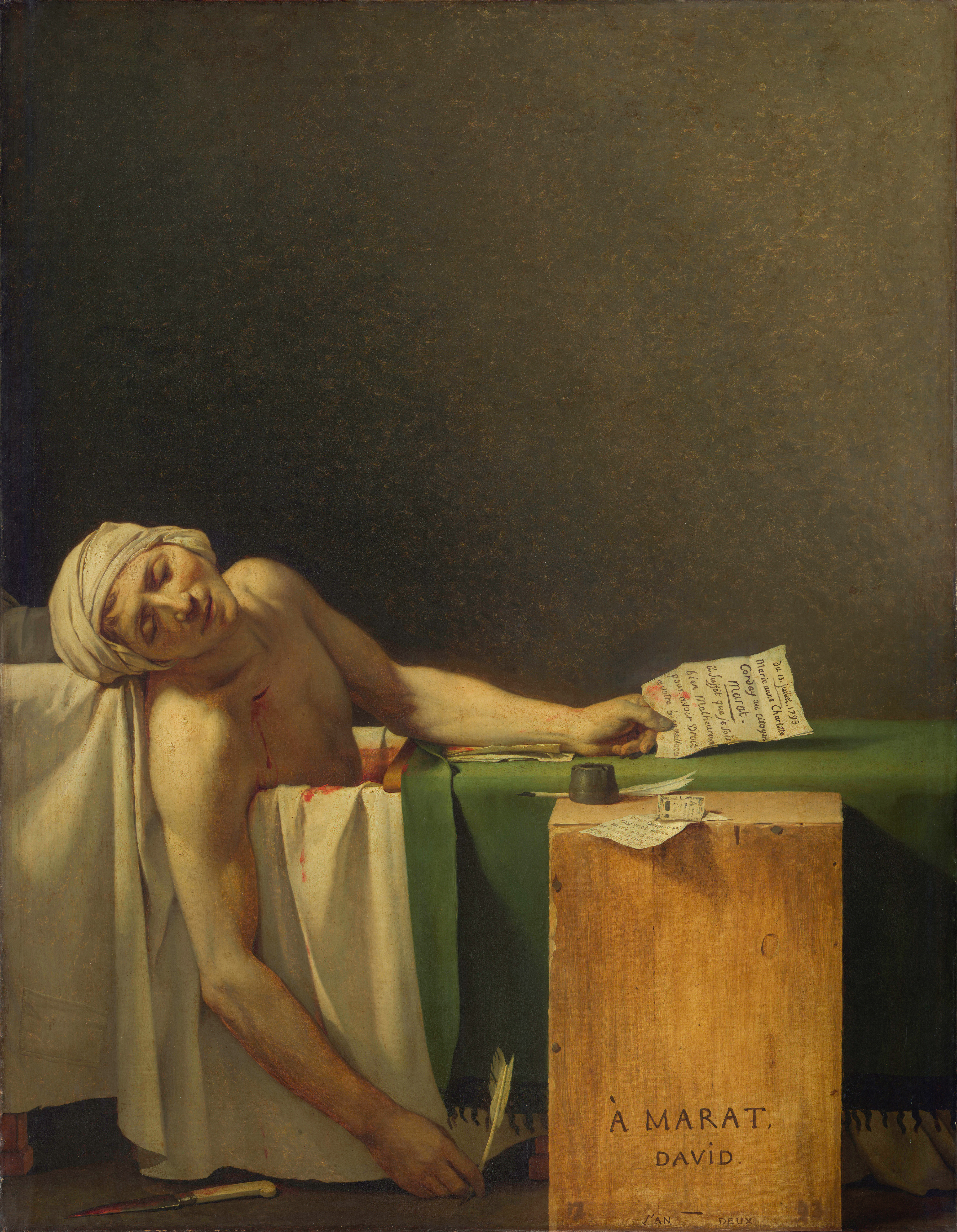
Jacques-Louis David, La Mort de Marat, 1793

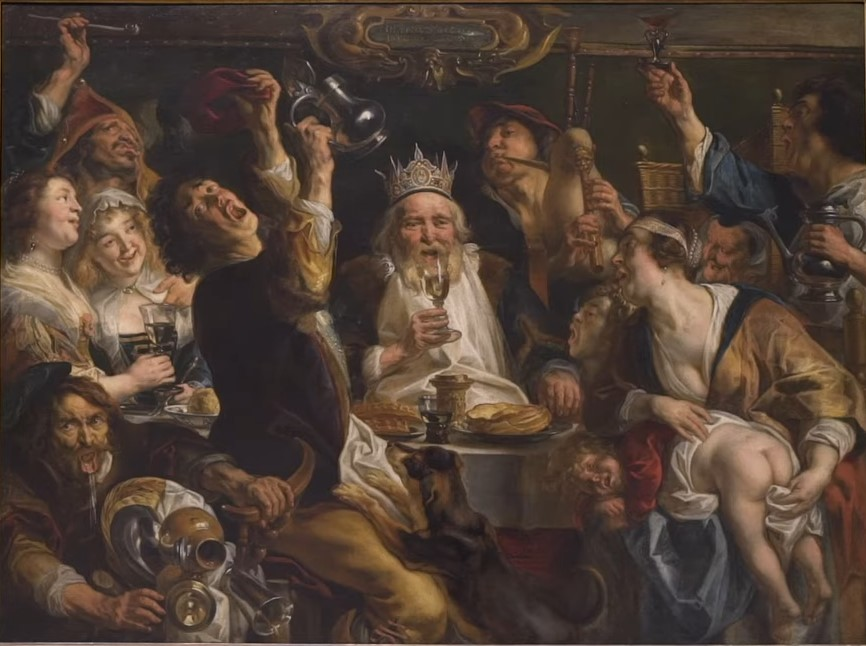
Jacob Jordaens, Le roi boit, vers 1640

- Robert Campin, dit le Maître de Flémalle : L'Annonciation, entre 1415 et 1425
- Rogier van der Weyden :
  - Pietà, vers 1441
  - Antoine de Bourgogne, entre 1456 et 1464
  - Portrait de Jean de Froimont, peu avant 1464 ?
- Maître de l'Annonciation d'Aix, probablement Barthélemy d'Eyck : Le prophète Jérémie, un des panneaux du triptyque de l'Annonciation d'Aix, vers 1450
- Dirk Bouts : L'Épreuve du feu, 1473-1475
- Petrus Christus : Pietà, 1446-1456
- Hans Memling :
  - Martyre de saint Sébastien, vers 1470
  - Portrait de Guillaume Moreel et Portrait de Barbara van Vlaenderbergh (son épouse), vers 1482
- Hugo van der Goes : Vierge à l'Enfant avec sainte Anne et un donateur franciscain, vers 1475
- Gérard David : La Vierge à la soupe au lait, vers 1515
- Cranach l'Ancien : Vénus et l'Amour
- Jean Gossaert : Vénus et Cupidon, 1521
- Pieter Aertsen : La Cuisinière, 1559
- Arcimboldo (suiveur de) : Allégorie de l'Eau (1566)
- Pieter Brueghel l'Ancien :
  - La Chute d'Icare, vers 1590-95 (attribution contestée, possiblement une copie)
  - La Chute des anges rebelles, 1562
  - Le Dénombrement de Bethléem, 1566
- Pierre Paul Rubens et son atelier :
  - Adoration des Mages, vers 1618
  - Pietà avec saint François, vers 1634-1636
  - Martyre de saint Liévin, vers 1636-1637
- Antoine van Dyck :
  - Portrait d'un homme âgé, 1613, de 63 × 43 cm
  - Portrait d'un homme âgé[1], 1613, de 117 × 100 cm
  - Silène ivre soutenu par un faune et une bacchante[2], 1617-1618
  - Portrait de Porzia Imperiale et de sa fille, vers 1625[3]
  - Portrait de Gian Vincenzo Imperiale, sénateur de la république de Gênes, 1626
  - Saint Antoine de Padoue[4] et Saint François d'Assise[5], 1627-1630, proviennent de l'église des capucins
  - Portrait d'Alexandre della Faille 1589-1653, secrétaire de la ville d'Anvers[6], vers 1640

Tableaux de van Dyck
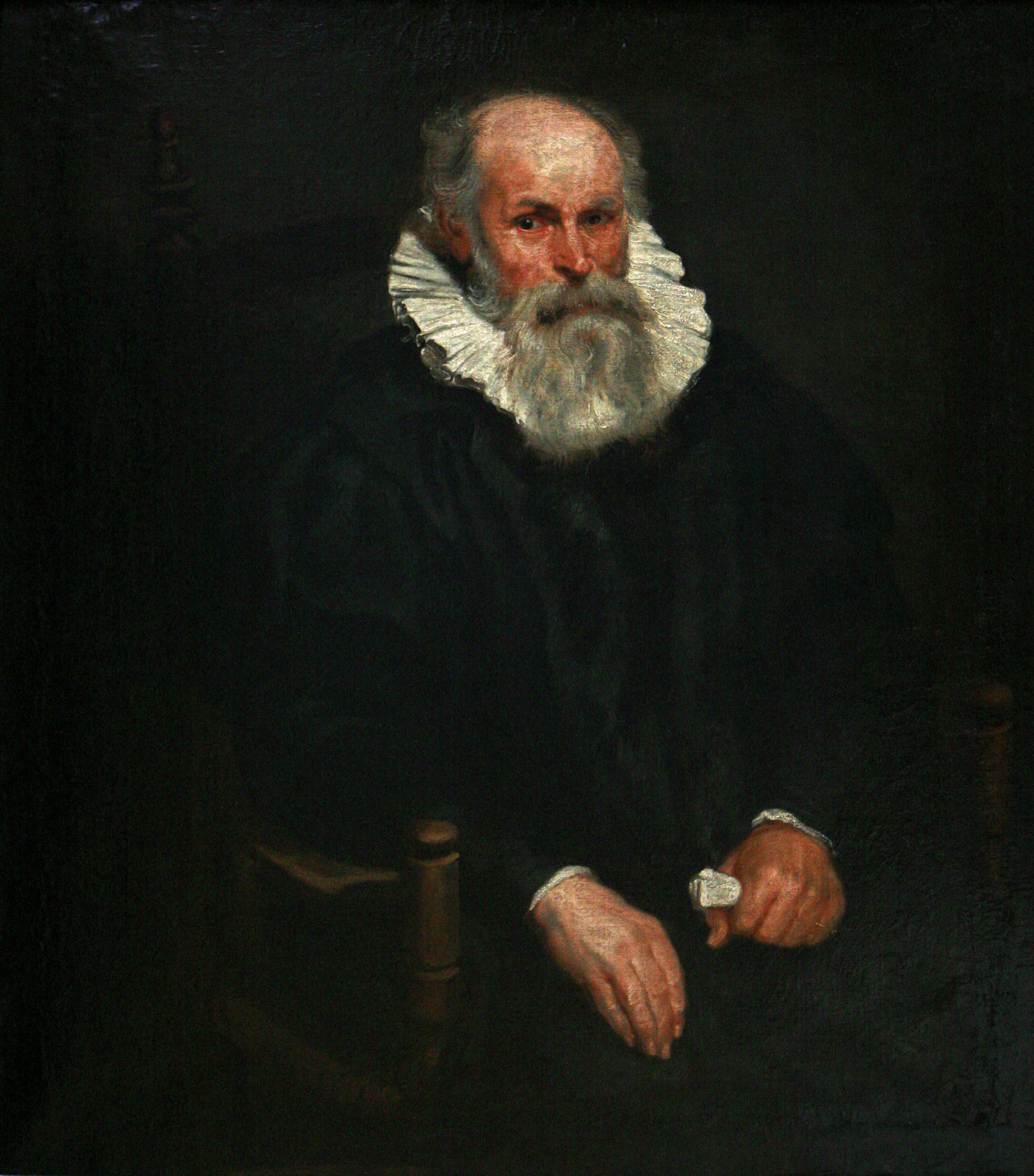
Portrait d'un homme âgé, 1613
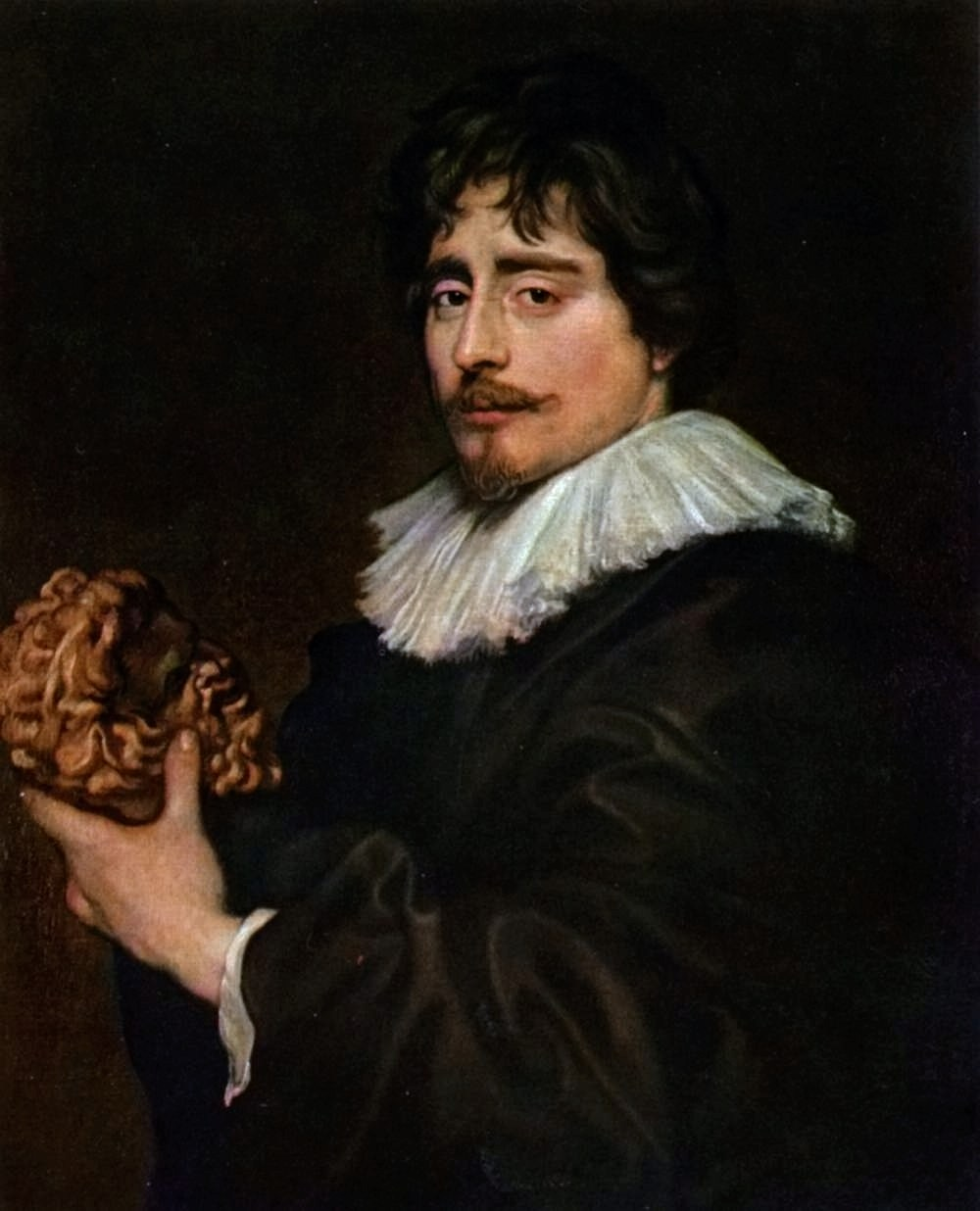
Le sculpteur François Duquesnoy, v. 1625
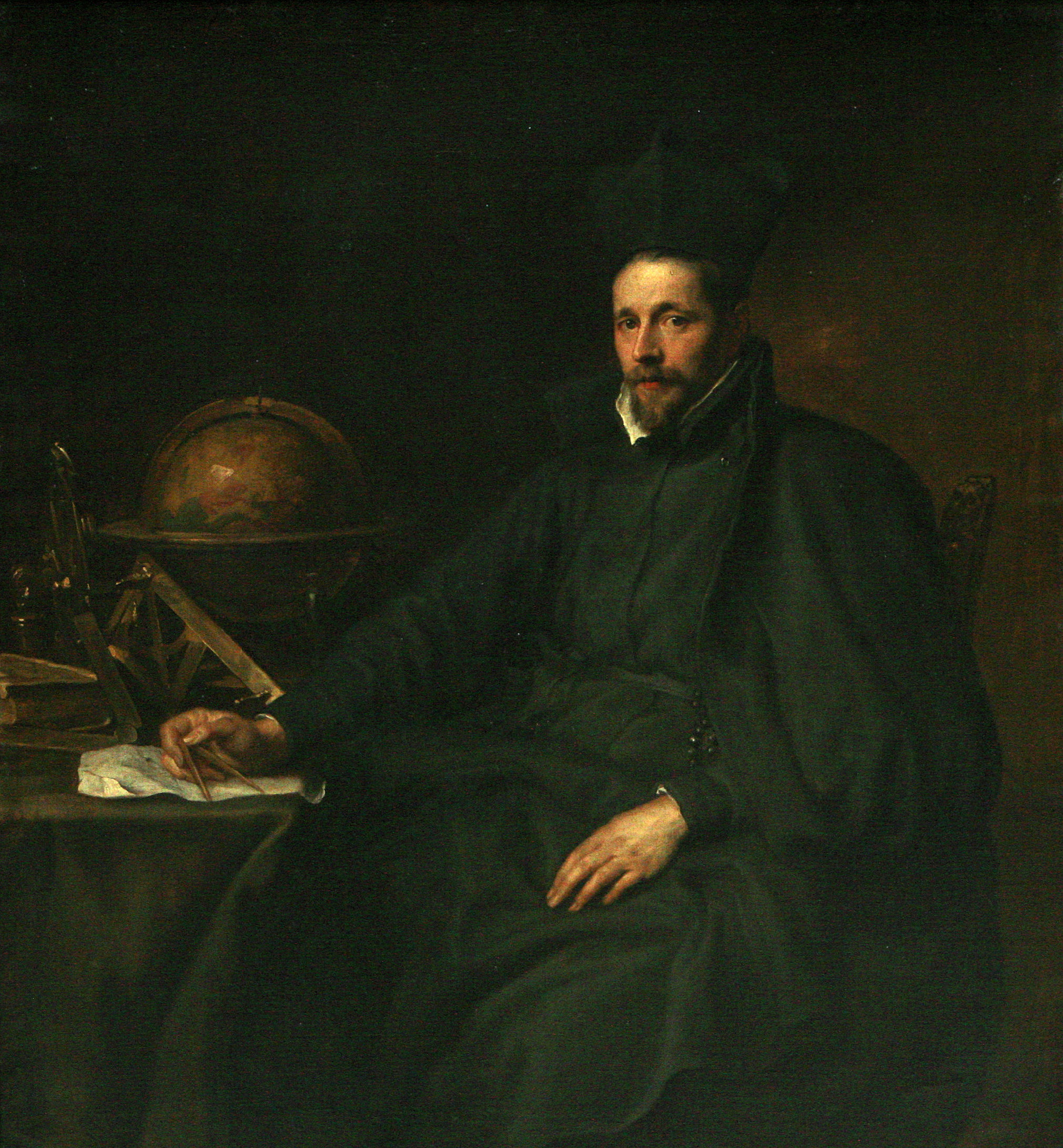
Jean-Charles della Faille, v. 1640

- Jacob Jordaens
  - Le roi boit, vers 1640
  - Le Satyre et le paysan, vers 1640-1645
- Jacques-Louis David : La Mort de Marat, 1793
- Jan Cornelisz Vermeyen : triptyque de la famille de Micault[évasif]